# Maren Brinker
Maren Brinker Fromm (Wilhelmshaven, 10 luglio 1986) è una pallavolista tedesca.
Gioca nel ruolo di schiacciatrice nello Schweriner.

## Carriera
Maren Brinker comincia la sua carriera in alcune squadre minori tedesche come il Wilhelmshavener SSV e l'Oldenburger TB, per poi passare nell'Olympia Berlino, prima nella squadra giovanile e poi in quella maggiore, in 1. Bundesliga.
Dopo un'annata nell'USC Braunschweig, nella stagione 2006-07 viene ingaggiata Bayer Leverkusen dove, seppur non vincendo alcun trofeo, gioca diversi campionati ad alto livello, ottenendo la prima convocazione in nazionale nel 2007, con la quale partecipa al campionato europeo. Sempre con la nazionale vince un bronzo al World Grand Prix 2009 e ottiene un quarto posto al campionato europeo 2009.
Nella stagione 2009-10 gioca per l'Unabhängiger Sportclub Münster, mentre la stagione successiva è nel Volleyball Club Stuttgart; nel 2011 con la nazionale vince la medaglia d'argento al campionato europeo. Nella stagione 2011-12 viene ingaggiata dalla squadra italiana del Robursport Volley Pesaro; la stagione successiva resta nello stesso campionato, giocando per la Futura Volley Busto Arsizio, con la quale si aggiudica la Supercoppa italiana, mentre con la squadra nazionale si aggiudica la medaglia d'oro all'European League 2013 e quella d'argento al campionato europeo 2013.
Nell'annata 2013-14 passa all'Impel di Breslavia, club militante nel massimo campionato polacco; tuttavia nella stagione successiva ritorna in Italia con la neopromossa Flero, in Serie A1, dove resta per due annate.
Per il campionato 2016-17 viene ingaggiata in Turchia, nella Sultanlar Ligi, dall'İdman Ocağı di Trebisonda; tuttavia a causa dei problemi economici del club, non scende mai in campo con la formazione turca, ritornando così a giocare in patria per disputare l'annata con lo Schweriner, vincendo lo scudetto. Nel campionato seguente torna a giocare nel massimo campionato turco, questa volta difendendo i colori del Çanakkale; nell'annata 2018-19 è nuovamente allo Schweriner con cui conquista la Supercoppa tedesca.

## Palmarès

### Club
- Campionato tedesco: 1

2016-17
- Supercoppa italiana: 1

2012
- Supercoppa tedesca: 1

2018

### Nazionale (competizioni minori)
- Trofeo Valle d'Aosta 2008
- European League 2013
- Montreux Volley Masters 2014
- Montreux Volley Masters 2017

### Premi individuali
- 2013 - Champions League: Miglior servizio
- 2014 - Montreux Volley Masters: Miglior attaccante